# Protosphaerion variabile
Protosphaerion variabile är en skalbaggsart som beskrevs av Pierre Émile Gounelle 1909. Protosphaerion variabile ingår i släktet Protosphaerion och familjen långhorningar.
Artens utbredningsområde är:
- Paraguay.
- Uruguay.

Inga underarter finns listade i Catalogue of Life.